# Ingebjørg Guttormsdatter
Ingebjørg Guttormsdatter (fl. XIIe siècle) est une reine norvégienne et l'épouse de Eystein Ier (Øystein Magnusson) corégent du royaume de Norvège.

## Biographie
Ingebjørg Guttormsdatter est la fille de  Guttorm Toresson de Lillehammer. la mère de son grand-père, Isrid Gudbrandsdatter, est la fille de  Gudbrand Kula d'Oppland et la sœur d'Åsta Gudbrandsdatter, qui était la mère des rois  Olaf II et Harald III de Norvège. Ingeborg est de ce fait une cousine de son mari. 
La reine Ingebjørg Guttormsdatter et le roi  Eystein ont une fille unique, Maria Øysteinsdatter (María Eysteinsdóttir) qui épouse Gudbrand Skavhoggsson (Guðbrandr Skafhǫggsson). Leur fils  Olav Ugjæva se proclame roi en 1166, mais  défait par le roi Magnus V de Norvège (Magnus Erlingsson) il est contraint de se réfugier à l'étranger où il meurt peu après.
Ingebjørg Guttormsdatter est avec  Ragna Nikolasdatter et Estrid Bjørnsdotter, l'une des trois épouses de roi de Norvège connues entre le milieu du XIe siècle et le XIIIe siècle qui ne soit pas une princesse étrangère..

## Source primaire
- (en) Sagas of the Norse Kings Publié par Read Books, 2008  (ISBN 1443738247). Livre XIII « The sons of Magnus » p. 288-290.